# Герб Куп'янська
Герб Ку́п'янська — один з офіційних символів міста Куп'янська Харківської області, прийнятий 1 січня 2000 року рішенням XIX сесії міської ради XXIII скликання.

## Опис
Щит розділено навпіл. У верхній його частині на зеленому полі розміщено перетяті золотий ріг достатку та золотий кадуцей з срібними змієм та крилами.
У нижній жовтій частині міститься тварина байбак, що сидить.
По краях щит обрамлено золотою облямівкою. Також щит обрамований вінком із золотого дубового листя, переплетеного блакитною стрічкою, та увінчаний шестернею і крилатим залізничним колесом.
Однак, за описом Кованька: «Гербъ города купянска и Купянскаго уҍзда: въ голубомъ полҍ оврашокъ».

### Герб часів СРСР

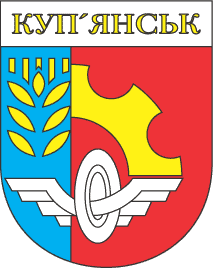
Герб Куп'янська часів СРСР

## Історія

### Герб часів Російської Імперії

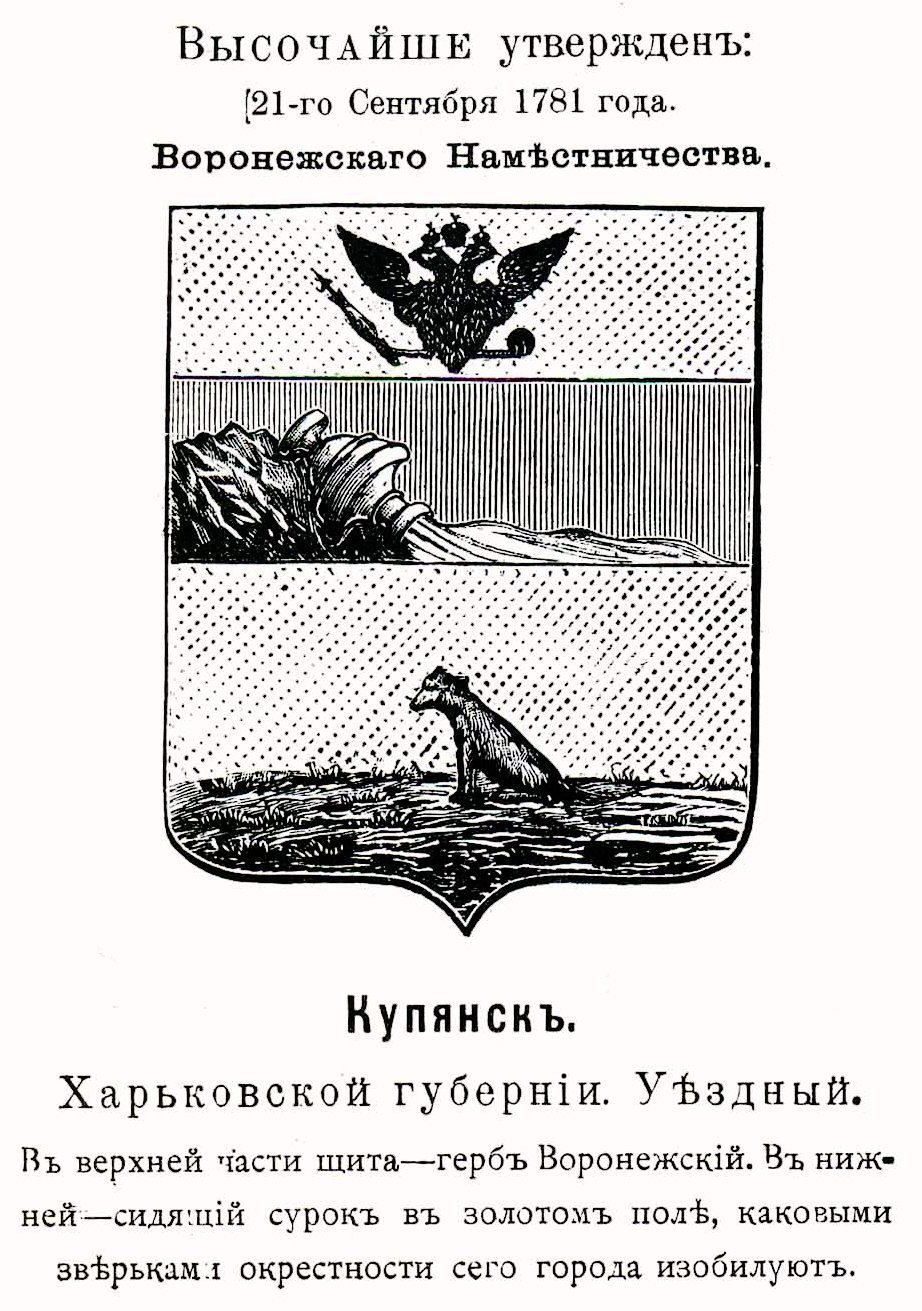
Герб часів Російської Імперії

Герб Куп'янська затверджений 21 вересня 1781 разом з іншими гербами Воронезького намісництва: «У верхній частині щита — герб Воронезький. У нижній — сидить бабак в золотому полі, цих тварин повно в околиці Куп'янська».